# مسجد تازه محله
مسجد تازه محله (بالأذربيجانيَّة: Təzə məhəllə məscidi)، هو مسجد يقع في شوشا في أذربيجان بإقليم قاراباغ على بعد حوالي 350 كيلومترا من العاصمة باكو.

## التاريخ
شيد وبني المسجد في القرن التاسع عشر في الحي الجديد (بالأذربيجانيَّة: تازه محله) من مدينة شوشا. اسم المسجد في الترجمة يعني «حي جديد» في الإشارة إلى موقع المسجد في الحي الجديد نسبيًّا من ضمن 17 حي في شوشا. 
يقع مسجد تازه محله في الشارع الذي يحمل اسم سمد باي مهمانداروف. وكان المسجد أحد المساجد السبعة عشر الباقية في شوشا نهاية القرن التاسع عشر.

## الوصلات الخارجية
- المعالم في شوشا نسخة محفوظة 28 سبتمبر 2022 على موقع واي باك مشين.